# Betazeta
Betazeta Networks S.A (conocida también como Betazeta) es una empresa de medios en línea radicada en Chile con oficinas en México y España, considerada como una de las startups pioneras de Lationamérica y de las más importantes en Internet en América Latina para el mercado hispanohablante.  Fue fundada por Leonardo "Leo" Prieto y Francisco Sandoval en 2008 y es parte de la red internacional de emprendimiento Endeavor.
Betazeta contaba con 10 comunidades de blogs al 2016, entre ellas FayerWayer, uno de los sitios web de tecnología con mayor número de lectores en español según Nielsen. En abril de 2014, la empresa estaba considerada en la cuarta posición en el top de medios chilenos según Admetricks.

## Historia

### Origen
El origen de Betazeta se remonta a 2005, año en que Leo Prieto lanza el sitio FayerWayer.com. En cuestión de dos años, la página se había convertido en un referente de entre los blogs de tecnología en español, alcanzando el millón y medio de visitas al mes.
En 2007, Prieto contactó al empresario chileno Francisco Sandoval, con quien conformó la sociedad detrás de Betazeta en 2008. Ese mismo año, tras un evento en la Universidad Adolfo Ibáñez, unen al empresario alemán Olav Carlsen, ex CFO y responsable de la salida a bolsa de PortalPlayer como inversionista angel, quien invita a participar de la misma forma a Diego Piacentini, en una ronda de quinientos mil dólares. En paralelo, consiguen sumar a su red de comunidades al sitio CHW, en una adquisición vía acciones a sus propietarios Felipe Figueroa y Juan Francisco Diez, otro de los medios de tecnología más visitados en español y, hasta ese momento, el principal competidor de FayerWayer.

### Consolidación
En julio de 2011, Betazeta recibió una inversión del Grupo Copesa, propiedad de Álvaro Saieh, uno de los grupos de medios más importantes de Chile, por tres millones de dólares a cambio de 20% de sus acciones. Eso le permitió extender sus operaciones al mercado internacional con la apertura de oficinas en España y México y delinear el plan de transformación digital de Copesa.
En 2014, Betazeta mantiene 10 millones de visitas mensuales en sus 10 comunidades en línea, con una fuerte apuesta por la tecnología móvil.
En septiembre de 2016 Publimetro, perteneciente al holding sueco Metro International, concreta compra de Betazeta Networks. La mayoría de los portales del holding se fueron consolidando en otros portales de la red Metro, quedando actualmente solo FayerWayer.[cita requerida]

## Reconocimientos
En noviembre de 2011, Leo Prieto recibió el premio al emprendedor de año por parte de la Universidad de Santiago de Chile (USACH).
En su informe 2011, el sitio Bitácoras.com reconoció a FayerWayer como el blog más popular en lengua hispana.